# Jules-Géraud Saliège
Jules-Géraud Saliège (ur. 24 lutego 1870 w Mauriac, zm. 5 listopada 1956 w Tuluzie) – francuski duchowny katolicki, kardynał, arcybiskup Tuluzy.

## Życiorys
Pochodził z rodziny chłopskiej, wykształcenie zdobywał w mniejszym seminarium w Pleaux, a następnie w wyższym seminarium w Issy-les-Moulineaux. 
Święcenia kapłańskie przyjął 21 września 1895 roku w Saint-Flour. Został następnie wykładowcą w tamtejszym seminarium duchownym. W sierpniu 1914 roku został zmobilizowany i brał udział w I wojnie światowej jako medyk, a następnie jako kapelan 163. Dywizji Piechoty. Po zatruciu gazem w październiku 1917 roku został zdemobilizowany i powrócił do Saint-Flour. 
W 1925 roku został mianowany biskupem Gap, a 3 lata później arcybiskupem Tuluzy. Ingres do archikatedry metropolitalnej w Tuluzie odbył 14 lutego 1929 roku. 
W 1932 roku przeżył udar mózgu i został częściowo sparaliżowany. Po zakończeniu wojny domowej w Hiszpanii i kampanii wrześniowej zaangażował się w udzielanie pomocy uchodźcom z tych państw i przyjmował ich w Tuluzie. Po kampanii francuskiej kontynuował swoją działalność, zdystansował się jednak od rządów Vichy. Następnie zezwolił na przyjmowanie na Katolicki Uniwersytet w Tuluzie studentów pochodzenia żydowskiego, częściowo chroniąc ich przed represjami. 
Od 1941 patronował działaniom charytatywnym na rzecz więźniów obozów internowania Noé i Récébédou. Od 1942 protestował przeciwko deportacji francuskich Żydów przez kolaborantów z Vichy. 23 sierpnia 1942 roku wydał list potępiający represje skierowane przeciwko Żydom, który następnie mimo zakazu odczytywany był w wielu francuskich parafiach, a także na antenie radia BBC. 
9 czerwca 1944 do jego domu w Tuluzie weszło dwóch gestapowców z rozkazem aresztowania go, odstąpili jednak od tego po zobaczeniu słabego stanu zdrowia biskupa. 
W 1946 roku został mianowany kardynałem prezbiterem. Zmarł w 1956 roku i został pochowany w katedrze w Tuluzie. 

## Odznaczenia
Odznaczony następującymi odznaczeniami:
- Oficer Legii Honorowej
- Order Wyzwolenia
- Krzyż Wojenny 1914–1918
- Krzyż Kombatanta
- Sprawiedliwy wśród Narodów Świata